# Dendronephthya aurea
Dendronephthya aurea är en korallart som beskrevs av Huzio Utinomi 1952. Dendronephthya aurea ingår i släktet Dendronephthya och familjen Nephtheidae. Inga underarter finns listade i Catalogue of Life.